# Персональный маркетинг
Персона́льный ма́ркетинг — маркетинг, направленный на изменение или поддержание конкретной позиции или линии поведения определенных лиц.
Персональный (личностный) маркетинг является одним из наиболее сложных видов специального маркетинга. Объектами персонального маркетинга выступают претенденты на должность, в том числе и выборные. Это деятельность, направленная на изменение отношения общественности к конкретной личности.
За услугами персонального маркетинга, чаще всего, обращаются публичные личности (например, спортсмены, политики, артисты и т.д.).
Как и любой другой маркетинг, персональный начинается с изучения рынка, определения потребностей потребителей. Затем определяется соответствие качеств личности потребностям, выбираются средства «доставки» продвижения личности.

## Мероприятия для персонального маркетинга
- Общение со СМИ: участие в телевизионных шоу, интервью;
- Участие в конференциях и семинарах в качестве автора, приглашенного гостя или эксперта;
- Участие в благотворительных мероприятиях;
- Публикации в тематических изданиях;
- Общение с поклонниками через социальные сети (Twitter, Instagram и т.д.).